# 何海
何海，浙江建德縣人，明朝初年政治人物。

## 生平
建文元年（1399年），何海中式己卯科浙江鄉試解元。永樂初，授給事中。時值靖難之後不久，何海上陳時政三事，均得到批准施行。其為人正直，居官清廉，得士論稱讚。